# 天主教瓜斯杜阿利托教區
天主教瓜斯杜阿利托教區（西班牙語：Diócesis de Guasdualito）是委內瑞拉一個羅馬天主教教區，屬梅里達總教區。
教區成立於2015年12月3日，包括巴里納斯州及阿普雷州一部份。2015年有教友200,000人、十四個堂區、十三名司鐸。現任教區主教為保祿·莫德斯托·岡薩雷斯-佩雷斯，SDB。